# Hotel Málaga-Port
El Hotel Málaga-Port es una torre proyectada para situarse en el Dique de Levante del Puerto de Málaga, junto a los Muelles 1 y 2. Sería el más alto de Málaga y el segundo de Andalucía si se llega a construir. El proyecto también es conocido como Hotel Torre del Puerto de Málaga.

## Historia

### Antecedentes
Desde 2001, ya había interés por parte de organizaciones ajenas a la Autoridad Portuaria de Málaga de construir en el Dique de Levante. 
La Asociación para el Estudio del Desarrollo Integral de Málaga (AESDIMA) proyectó la construcción de un hotel, un centro de convenciones y una terminal de cruceros en el lugar y el conocido arquitecto canadiense Frank Gehry, ganador del Premio Pritzker expresó su interés por diseñar el edificio. El arquitecto llegó a la ciudad para realizar una visita, sin embargo, tras cancelar su reunión con el alcalde, una comida que le ofrecía el Ayuntamiento y una conferencia con la prensa. A las 14.00 horas el arquitecto y su equipo abandonaron el hotel Parador del Gibralfaro argumentando Gehry: "No hay dinero, no hay contrato, no hay nada" y cogieron un vuelo a Barcelona para abandonar Málaga, habiendo estado en la ciudad apenas unas horas.
La World Trade Centers Association también expresó su interés de construir en el dique una torre de telecomunicaciones e iluminación que tendría una altura de 200 metros y precisaría de un firme al menos a 35 metros de profundidad.
Finalmente, se llevó a cabo la construcción de la terminal de cruceros entre noviembre de 2005 y diciembre de 2007.

### Concurso de la Autoridad Portuaria y tramitación
En 2016 el Estudió Seguí ganó el Concurso de Concesión convocado por la Autoridad Portuaria para darle uso a una zona vacía junto al Dique de Levante y la terminal de cruceros y en 2018 el Ayuntamiento de Málaga aprueba inicialmente el Plan Especial en junio de 2018, en ese entonces las obras se pretendían iniciar en 2020 para inaugurar el hotel en 2023.
En enero de 2020 se anuncia que se rediseñaría la torre y se reduciría su altura debido a las críticas de los ciudadanos, este diseño fue finalmente presentado en diciembre de ese mismo año.
En noviembre de 2020 el Ayuntamiento de Málaga da el aprobado provisional al Plan Especial y en diciembre se anuncia que las obras podrían comenzar a finales de 2021 o principios de 2022. Se presenta el día 11 de diciembre de 2020, la nueva propuesta en un acto que se celebra en el Hotel Miramar, presidido por Ramón Calderón como representante del grupo empresarial adjudicatario y con la presencia de las principales autoridades administrativas y sociales de la ciudad. En dicha propuesta se incluyen los requerimientos exigidos por el documento de la Aprobación Provisional de la «Modificación del Plan Especial del Puerto», que fue tramitado ante la Gerencia Municipal de Urbanismo del Ayuntamiento de Málaga y aprobado provisionalmente el pasado 27 de noviembre de 2020. 
El 20 de noviembre de 2023 el Ayuntamiento aprobó definitivamente el Plan Especial.
En marzo de 2024 la gestión del proyecto pasa a manos de la cadena hotelera catalana Hoteles Hesperia, como concesionaria. La empresa ya había entrado con anterioridad en el accionariado de Andalusian Hospitality II. En noviembre de 2024 comenzó un estudio geotécnico en el Dique de Levante y se anuncia que finalmente la torre será diseñada por la firma del británico David Chipperfield.
En marzo de 2025 se prevé entregar la documentación para la realización del proyecto, con un mes para su verificación, a la Autoridad Portuaria. Si pasa este filtro, ésta enviará el expediente a Puertos del Estado, que podría remitirlo al Consejo de Ministros para su decisión final. Ferrer confía en que el proyecto avance y sea debatido este año. Si recibe el aval del Gobierno, se iniciará la fase de licencia de obras, con una construcción de 35 a 40 meses, estimando su finalización entre 2028 y 2029.

## Descripción

### Diseño inicial
En el diseño inicial, de Estudio Seguí (firma del arquitecto José Seguí), el edificio tenía una altura de 123,08 metros hasta el último forjado y de 135 metros incluyendo la zona de instalaciones en cubierta y el remate del edificio. Sería un edificio de 35 plantas y con 43 595 m². El hotel de cinco estrellas gran lujo contaría con 352 habitaciones, diversos salones de reuniones, comedores, restaurantes, zonas de wellness y de spa; un auditorio de congresos para quinientas cincuenta plazas con salones para grandes eventos; tiendas y 485 plazas de aparcamiento. Su inversión total sería de 115 millones de euros.
Sería un edificio sostenible diseñado para alcanzar la calificación Leadership in Energy & Environmental Design (LEED), de sostenibilidad y ahorro energético. Contaría con forma aerodinámica para su adecuación a vientos, repliegues para su resistencia a empujes externos y protecciones solares con pamelas metálicas de sus fachadas.

### Cambio de diseño y reducción de la altura
En enero de 2020 se anunció que la torre cambiaría su diseño y reduciría su altura para minimizar el impacto visual de la torre sobre la bahía de Málaga, y acercar su altura a la de los elementos portuarios próximos, tales como las grúas portacontenedores (unos 112 metros de altura); y los grandes cruceros (unos 70 metros) que amarran en la misma zona.
Este diseño fue presentado en diciembre de 2020, en él se reduce la esbeltez de la torre y se rebaja la altura a 116,62 metros y el número de plantas a 27.
Este nuevo diseño tendría una ligera mayor inversión. Y además de los cambios de cara al exterior, aumenta el número de habitaciones (de 352 a 378, 66 de ellas suites), el número de plazas del auditorio de congresos (de quinientas cincuenta a mil cien) y reduciría el número de plazas de aparcamiento (de 485 a 400). Además se le añadiría una mirador con zona de restauración. Cumple con los requisitos de la Consejería de Turismo de la Junta de Andalucía para la categoría hotelera de cinco estrellas «GL» (gran lujo).

### Diseño final de Chipperfield
Con la llegada del estudio de arquitectura de David Chipperfield al proyecto, se anunció en febrero de 2025 que la altura aumentaría a  144 metros y que se optaría por una planta más cuadrada. El nuevo diseño se inspiraría en "la luz blanca de Málaga y sus cielos vaporosos", buscando una mejor integración en el horizonte de la ciudad, y albergará entre 350 y 390 habitaciones, siendo un hotel de cinco estrellas «GL» (gran lujo).

## Controversias

### Impacto visual
Al igual que ha sucedido en otras ciudades europeas como ocurrió en Londres, con el rascacielos The Tulip y la Torre de Londres o en Sevilla con la Torre Sevilla y la Giralda, la altura de la torre y su proximidad a La Farola y a la torre de la Catedral de Málaga tuvo como consecuencia un alto nivel de polémica entre los malagueños, aunque la altura máxima se situaba por debajo de la altura máxima permitida de 175 metros en el Anteproyecto de 2012 de la Gerencia de Urbanismo. Se creó una plataforma ciudadana llamada «Defendamos Nuestro Horizonte», que estaba en contra de la construcción del hotel. Dicha plataforma reunió once mil firmas en contra usando la plataforma change.org y convocó una manifestación a la que asistieron unas cien personas, bajo el lema de «sí a la farola, no al rascacielos». De hecho, ICOMOS y el Colegio de Arquitectos de Málaga desaconsejaron la construcción de la torre por su impacto visual. También se presentaron más de mil alegaciones.
El partido político Vox propuso mover el proyecto al paseo marítimo de Poniente, junto al futuro Auditorio de Málaga. Por su parte, el PSOE tampoco respaldó el proyecto.
En enero de 2020 se anunció que se rediseñaría el edificio para hacerlo menos alto y «más icónico». A pesar de los cambios, el proyecto siguió recibiendo críticas, de hecho, en mayo de 2021 se manifestaron alrededor de La Farola unos 500 ciudadanos en contra de la construcción de la torre.
En febrero de 2021, el arquitecto José Seguí publicó una entrada en su blog desmintiendo unas imágenes "trucadas" utilizadas por las personas contrarias al proyecto, en las que se veía el edificio mucho más alto de lo que sería en realidad. Unos días más tarde, Matías Mérida Rodríguez, profesor titular de Análisis Geográfico Regional de la Universidad de Málaga, acusó públicamente al arquitecto de haber manipulado otras imágenes del proyecto y defendió la veracidad de las imágenes supuestamente "trucadas".
En julio de 2021 la plataforma «Defendamos Nuestro Horizonte» publicó un vídeo en el que varias personas conocidas se posicionaban en contra de la construcción del edificio. Entre estas personas figuran Benito Zambrano, Pedro Casablanc, Pepe Viyuela, Miguel Ríos, Adelfa Calvo, Javier Ruibal, Javier Ojeda, Elvira Roca Barea, Salva Reina, Tecla Lumbreras Krauel, Marta Sanz, Mercedes León y Nieves Rosales.
A pesar del rediseño y la reducción de altura, en agosto de 2021 el Ministerio de Cultura emitió un informe negativo en relación con la construcción del complejo, que "alteraría de manera irreversible el paisaje histórico y natural que caracteriza el centro de la ciudad, la directa relación entre este y el mar y la contemplación conjunta de ambas, elementos motivadores de su declaración como Conjunto Histórico Bien de Interés Cultural". El Ayuntamiento de Málaga ha anunciado que incoará un expediente de reclamación previa contra el expediente argumentando: "Entendemos que la resolución firmada por Cultura no está conforme con lo que entendemos como razonable" y "se mete en la competencia municipal y eso es lo que vamos a defender". Además, el Ministerio de Cultura solicita informes a la Escuela de Arquitectura de la Universidad de Málaga, a la Real Academia de la Historia, a la Real Academia de Bellas Artes de San Fernando, al Instituto Andaluz de Patrimonio Histórico y a la Real Academia de Bellas Artes de San Telmo,sobre el impacto paisajístico de la torre. Esta última remitió un informe negativo sobre su construcción. Aun así, la última palabra le pertenece al Consejo de Ministros.
El 4 de enero de 2022 La Farola es declarada por el Ministerio de Cultura Bien de Interés Cultural.
Finalmente en marzo de 2022, el Ministerio de Cultura archiva el expediente negativo sobre la torre emitido en agosto debido a "la falta de evidencias probadas para determinar la existencia de expoliación".
Tras haberse archivado el expediente, parte de la población malagueña siguió rechazando la construcción de la torre. Se siguieron dando casos de periódicos y figuras como Matías Mérida, catedrático de Análisis Geográfico Regional en la Universidad de Málaga, que difundieron datos erróneos acerca de la altura y número de pisos de la torre.
En abril de 2024, la plataforma «Defendamos Nuestro Horizonte» inició un crowdfunding con el objetivo de iniciar una iniciativa judicial para la que se precisan 30.000 euros, para intentar paralizar el proyecto.

### Cambio de estudio de arquitectura
En noviembre de 2024 se anunció que el diseño de la torre será finalmente llevado a cabo por la reconocida firma del arquitecto británico David Chipperfield, desplazando al Estudio Seguí. El arquitecto José Seguí afirmó que su permanencia en el proyecto se tensó con la llegada de Hoteles Hesperia a la gestión del proyecto y expresó sus intenciones de tomar acciones legales contra la concesionaria.
El asesor de ICOMOS y catedrático de Geografía Humana de la Universidad de Sevilla, Víctor Fernández Salinas, calificó de "estretagia" acudir a una firma arquitectónica de prestigio para hacer más amable el proyecto para la opinión pública.

### Falta de viabilidad
En agosto de 2019 se publica un estudio de un exconcejal de economía alerta de la falta de viabilidad económica, según el informe se trataría de una «explotación ruinosa» que enmascara un uso inmobiliario residencial, unas semanas después los inversores del proyecto dijeron que no se contempla en ningún caso venta de suites y aseguraban la viabilidad del proyecto.

### Inestabilidad ambiental
Se llegó a decir que el edificio era «inestable» ambientalmente, aunque finalmente en 2017, tras finalizar el informe de impacto ambiental, la Junta de Andalucía anunció que la torre no tenía impacto ambiental.

### Otras polémicas
También se criticó su diseño inicial «muy repetido» y la conversión del suelo público a suelo privado, como sucedió en Barcelona con el Hotel W. En enero de 2020 se anunció que el diseño cambiaría.